# Георги Пашов (футболист)
Вижте пояснителната страница за други личности с името Георги Пашов.
Георги Пашов (роден на 4 март 1990 г.) е български футболист на втородивизионния румънски Бъзъу. Бивш състезател на младежкия национален отбор, а впоследствие е част от мъжкия национален отбор на България. Играе като десен бек, но може да се изявява също и като десен халф.
Роден е в град Пловдив, баща му е българин, а майката – украинка, като баба му, по майчина линия, има африкански корени. Юноша на Академия Литекс.

## Кариера
„Оранжевите“ скаути набелязват Пашов още преди няколко години, когато в мачове на Пирин 1922 той влиза като резерва и допринася за успеха на благоевградчани. Логично ловчанлии го канят на проби, в които Пашов се отчита с гол и асистенция за победата срещу сборен тим на Пловдив. Впечатлени от комбинативността му, ловчанлии успяват да го убедят да акостира край река Осъм, където той се налага като титуляр в предни позиции. През пролетта на 2008 г. е пратен под наем в третодивизионния ОФК Левски 2007, където впечатлява с изявите си отбелязвайки 11 гола.
През лятото на 2008 г. заедно с още едно момче от Академия Литекс е привлечен от новия старши треньор Станимир Стоилов в мъжкия състав на Литекс. Заминава на подготовка с отбора в Тетевен, а по-късно и в Холандия, където взима участие в редица контроли срещу тимовете на Гоу Ахед Игълс, Локерен, Макаби (Петах Тиква) и ПЕК Зволе. Притежава бързина, добра техника, но му трябва още по-голяма увереност пред гола, за да се превърне в наистина безпощаден екзекутор. Въпреки това не успява да се пребори с тежката конкуренция в Литекс и е преотстъпен в Чавдар (Етрополе), който по-късно откупува правата му. Така Пашата записва три сезона в Чавдар, в които изиграва близо 70 мача и отбелязва 6 гола.
През пролетта на 2012 г. преминава в отбора на ПФК Славия. Дебютът му за столичния тим е срещу Видима-Раковски, но в тима, воден от Мартин Кушев, записва едва 3 мача и логично за сезон 2012/13 е преотстъпен на Монтана 1921 (Монтана), където под ръководството на Атанас Джамбазки е твърд титуляр. След изтичане на наема се завръща в ПФК Славия, водена от Асен Букарев.

## Национален отбор
През 2007 г. получава първата си повиквателна за юношеския национален отбор до 17 г., воден от Михаил Мадански. Взима участие в мачовете срещу връстниците си от Гърция, Северна Македония, Финландия и Норвегия. За младежкия нац. отбор има осемнадесет изиграни мача срещу отбори като Гана, Камерун, Сърбия, Гърция, Северна Македония, Румъния, Холандия, Полша, Австрия, Шотландия и Люксембург.
През август 2019 г. е повикан за първи път в мъжкия национален отбор. Дебютира на 10 септември в приятелски мач с Ирландия.

## Статистика по сезони
- Пирин (Бл) – 2006/07 - Зап. „Б“ ПФГ, 1 мач/0 гола
- Литекс – 2007/ес. - „А“ ПФГ, 0/0
- Левски (Лев) – 2008/пр. - СЗ „В“ АФГ, 14/11
- Литекс – 2008/ес. - „А“ ПФГ, 1/0
- Чавдар (Етр) – 2009/пр. - Зап. „Б“ ПФГ, 10/4
- Чавдар (Етр) – 2009/10 - Зап. „Б“ ПФГ, 19/2
- Чавдар (Етр) – 2010/11 - Зап. „Б“ ПФГ, 23/2
- Чавдар (Етр) – 2011/ес. - Зап. „Б“ ПФГ, 14/0